# 水野勝成
水野勝成（日语：／ Mizuno Katsunari，1564年9月30日—1651年5月4日）是日本戰國時代武將和江戶時代初期大名。備後福山藩第一代藩主。水野忠重的長男。在《寬政重修諸家譜》中母親是都築吉豐的女兒，但是在水野家的文獻中卻記為本願寺光佐的妹妹。幼名國松。通稱藤十郎、六左衛門。由于德川家康的生母於大之方是父親忠重的姊姊，所以勝成是家康的表弟。

## 生平

### 少年時代
在永祿7年（1564年）於三河國刈谷出生，但是父親水野忠重在勝成誕生的永祿7年是居住在三河國岡崎，於是與記錄矛盾。由於是忠重在成為鷲塚城城主的時期的兒子，因為亦可能是在鷲塚出生。

### 高天神城之戰
初陣是在天正7年（1579年）進攻遠江國高天神城時跟隨忠重出陣，但是這時因為武田勝賴撤退而沒有戰鬥。同年，德川秀忠出生，勝成成為秀忠的乳兄弟。天正8年（1580年），父親忠重被織田信長提拔而成為刈谷的大名。勝成被任命負責奥田城、細目城。
在同年與忠重一同参加第二次高天神城之戰並攻城。但是這次戰鬥一直持續到翌年（天正9年（1581年））為止，最後演變成守城士兵全員被討殺的大激戰。此時勝成16歳，因為獲得首級而收到信長的感狀。

### 天正壬午之亂
天正10年（1582年），勝成在父親允許下跟隨德川家康参加天正壬午之亂。在甲斐國古府（現今甲府市）家康與北條氏直對峙時，勝成與鳥居元忠、三宅康貞一同攻入北條氏忠的陣中（黑駒合戰）。看到形勢的北條氏勝立即救援氏忠，但是被勝成和三宅康貞殺退。而在這次攻擊之際，鳥居元忠不讓勝成知道自己出陣，於是暗令自軍行動，但是得知此事的勝成追近元忠，並向元忠抗議「從今日起不再受閣下的命令，以自己的才能進行戰鬥」，並率先突入敵陣。勝成在此戰中以一人之力獨戰北條軍一萬人，斬下三百餘人，獲得內藤（應該是相模津久井城城主內藤大和守康行）的首級和許多其他人的首級。此後北條氏與德川氏講和。10月29日，為了證明和議而把大道寺孫九郎等人質送出，因為家康不要人質而令勝成、鳥居元忠、榊原康政送到見坂的城池為止。

### 小牧長久手之戰
在天正11年（1583年）的小牧長久手之戰中，跟隨成為織田信雄與力的父親忠重與德川軍的石川数正一同攻略岡田善同守備的星崎城。勝成在這次都自身率先突入城中，不過岡田善同乘著夜陰逃出，於是成功佔據城池。之後在小牧山與酒井忠次、榊原康政、大須賀康高、本多康重等人攻擊移到木幡城的三好秀次（長久手之戰）。此際勝成因為結膜炎而眼痛，於是沒有穿著頭盔而被忠重看見並被叱責。勝成反擊並說「即使沒有穿上頭盔的頭被割下來，這都是時運的關係。能取得第一顆首級的話，就算是我被討取也好」，並向忠重告別，就這樣乘著馬並突入敵中取得一番首（第一顆首級）並獻給家康。以後在家康之下行動，與家康配下的井伊直政的武勇匹敵。森長可亦被水野家臣水野太郎作清久的足輕杉山孫六射殺。（『柏崎物語』）

### 出奔
在天正12年（1584年）的蟹江城合戰中與家康的旗本眾一同行動。此時服部保英（服部正成的姪子）從屬於勝成並獲得武功。跟隨家康和信雄來到在伊勢國桑名與豐臣秀吉對峙的陣地中時，因為父親忠重的部下報告對自己不利的事而將其斬殺，忠重因此被激怒並對勝成發出奉公構的處罰（禁止前往其他家仕官）。此後暫時由家康匿藏在須賀口（清洲）的寺中，但是因為忠重的關係而逃走。訪問美濃、尾張的城主們並逗留在該地，但是因為各城主都顧慮忠重的奉公構，因此不能長期居住，於是前往京都。
在京都中因為連從者都沒有跟著前往，於是開始任意罔為，夜寢在京都南禪寺的山門前，並與町中的許多無賴之徒交往，在清水引發大型的衝突，並殺害了許多人（『福山開祖・水野勝成』）。在天正13年（1585年）的四國征伐（第二次四國征伐）中加入仙石秀久家中。在此戰後，勝成被豐臣秀吉賜予攝津國豐島郡7百石知行，但是勝成立即捨棄知行並往中國地方逃亡並改名為「六左衛門」。雖然被認為此舉應該會招致秀吉的憤怒，但是勝成自身在這段時期的行動都沒有記錄，詳細情況不明。而在這段時期成為美作的豪族安東國貞的女婿，後來安東助之進亦因此在水野家仕官。

### 九州轉戰
天正15年（1587年），被肥後領主佐佐成政以1千石登用，参加鎮壓成政配下的隈部親永的反亂（肥後國人一揆）並進攻菊池城。在此戰中勝成亦獲得一番槍，在救援隈本城時亦獲得功名。而且在此戰中與同是成政家中武勇優秀的阿波鳴門之介（後來被列為尼子十勇士之一）互相競爭戰功。有說法指首謀者隈部父子是被勝成討殺（『寛政重修諸家譜』）。不過佐佐成政因為導致一揆爆發而受到責備並被下令切腹，於是肥後就變為由小西行長治理。因此在天正16年（1588年），勝成仕於行長並接受1千石。
天正17年（1589年），在宇土城普請之際發生天草五人眾的反亂（天正天草合戰），勝成以小西行長的弟弟小西主殿介的副將参加鎮壓，在這時亦與阿波鳴門之介（與勝成同様在小西氏家中仕官）爭奪戰功。勝成與加藤清正的援軍一同攻略志岐鎮經的本據地志岐城，之後攻陷天草種元的本渡城。在這次反亂被鎮壓後，勝成離開小西行長之下並前去清正家中仕官，但是馬上就成為立花宗茂的相伴眾（『血槍三代 青春編』），更加入黑田孝高家中参加鎮壓豐前國的一揆。在此戰中攻略野中鎮兼守備的長岩城。不過在長岩城守備堅固而令黑田軍一時退卻時，與後藤基次爭奪成為殿軍的榮譽。而在長岩城被黑田軍攻陷後，該次戰爭以和議告終。
天正17年，黑田孝高的長男長政為了拜謁豐臣秀吉而從肥前乘船前往大坂，這時勝成亦有伴隨同行，但是在途中在備後國鞆之浦下船逃亡。這是因為勝成在船上被長政任命為操船手的助手而感到憤慨，不過亦可能是因為在過去曾激怒秀吉而不想前往大坂。

### 流浪生涯
此後勝成的流浪生活再次開始，關於這次旅程有著各式各樣的傳説和憶測，而且被渲染的逸話亦有諸多説法。在備中、備後一帶有很多關於勝成流浪的傳説，其中亦有明顯是編作出來的故事：
- 在鞆之浦安國寺隱居。
- 在蘆田郡土生城城主豐田美濃守的居所留宿。
- 在旅程中倒下並接受老婆婆的送來的飯菜。
- 被老婆婆介紹成為姬谷燒的工人，在短時間內成為無人能及的好手後離去。
- 作為德川家康的密探周遊列國（勝成是忍者的説法雖然出處不明，不過已經根深柢固。勝成的介紹文大部份是憶測出來。在和這類書物中亦採用此說。小説等書亦以此説為基礎）。

在以上的傳説後，最終成為備中國成羽的國人三村親成的食客。文祿3年（1594年）9月，在三村親成的月見會的席上，因為在作法上的問題而被茶坊主無禮對待，於是把其斬殺並出奔。翌年（1595年）正月再度返回三村氏的成羽成為食客。在這個時期，勝成與照顧者的女兒交往並生下小孩。這個女子成為側室「於登久」，而這個小孩就是後來備後福山藩第2代藩主勝俊。

### 繼任家督
慶長4年（1599年），在前年秀吉死去後，豐臣政權開始呈現陷入混亂的樣子，而勝成留下妻子並獨自上洛，於是再次回歸德川家康之下。在受家康邀請的山岡景友的仲介下，勝成與父親忠重在反目成仇的15年後和解，這年勝成36歳。在慶長5年（1600年）跟隨家康因為會津征伐而在下野國小山宿陣（根據『武功雜記』記載，這時勝成被家康賜予300人為部下）。7月18日，在三河池鯉鮒的水野忠重拒絕加入西軍而遭加賀井重望刺殺（『水野家家譜』）。從被殺死的加賀井重望懐中找到石田三成發出殺死家康關係者的領地恩賞書狀（在『德川實記』中記載加賀井重望的黑幕是大谷吉繼）。7月25日，跟隨家康從軍的勝成返回刈谷城，獲賜予三河國刈谷3萬石並繼任家督（曾被秀吉幾度削去領地的忠重的石高在『當代記』中記錄為2萬石。可能是勝成結合家康所賜的300人扶持而有3萬石）。

### 關原之戰

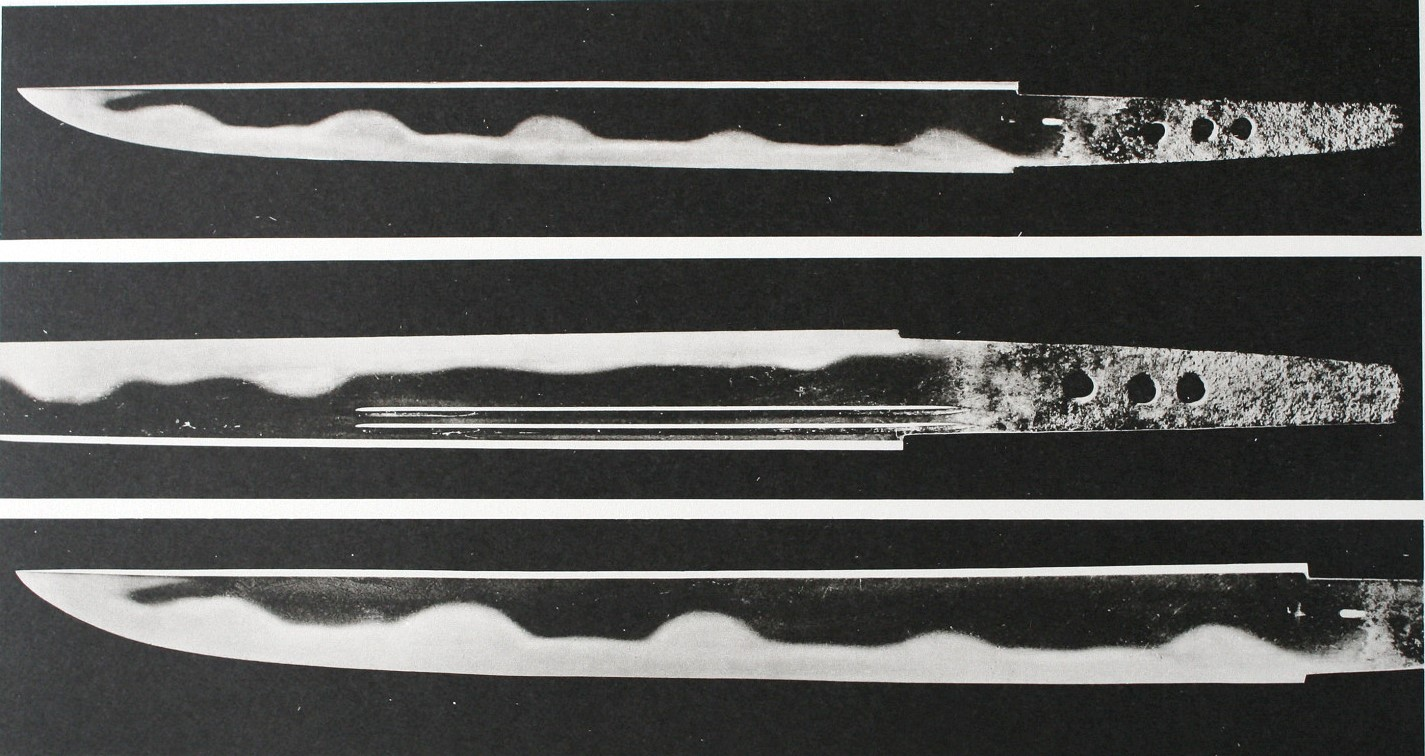
水野勝成在進攻大垣城時奪得的日向正宗（三井記念美術館收藏）

成為水野家當主的勝成因為會津征伐中止而返回刈谷城，並且向著關原之戰的戰場出陣。9月13日，島津義弘的足軽以鐵砲向曾根城射擊。被井伊直政、本多忠勝請求「不是六左衛門殿的話，就不能勝得這次戰鬥，希望你可以馬上派遣攻擊島津軍的援軍」（六左衛門殿でなくては、この戦は手に合わないので、直ちに島津勢に軍勢を差し向けてもらいたい）。於是勝成與弟弟水野忠胤一同前往防衛曾根城，在樂田的陣地的櫓擊中鐵砲，島津馬上從樂田撤退。翌日，勝成向家康請求在前往關原時從軍，但是被拒絕，於是被命令前往大垣城。14日深夜，與松平康長、西尾光教、津輕為信、松下重綱等人一同攻擊石田三成出擊後的大垣城並佔據三之丸，在攻入二之丸後放火並撤退（這場火對關原之戰有著不少影響。在南宮山的西軍因為山勢的阻礙而不能看到主戰場，但是卻能看到大垣城。而在戰場以中央突破逃走的島津勢在最初希望在大垣城籠城，但是在看到大垣城的火後就放棄籠城並向伊勢的路上前進（『大重平六覺書』））。在關原本戰勝利的情報到達後，因為曾根解圍而撤退。因此在本戰的敗兵入城後，宣傳大敗消息來瓦解城內的士氣。勝成在巧合下認識秋月種長，於是以保着舊領為引誘而令其成為暗殺城將的內應（使者被認為是服部康成）。16日晚上，相良賴房、秋月種長、高橋元種答應成為內應。18日，垣見一直、熊谷直盛、木村由信、木村豐統的首級被獻上。23日，守將福原長堯降伏，於是城池被讓出（此時，勝成奪去石田三成賜予長堯的名刀，這把刀在後來因為勝成的官名「日向守」而有「名物日向正宗」的名稱，現在被指定為日本國寶並收藏在三井記念美術館）。攻城軍叫城兵逃散，城內只剩下大約30人，而其中有加賀井重望的兒子加賀井彌八郎，於是勝成將其殺死而報了父仇。之後勝成向家康請求饒過福原長堯一命，但是失敗後長堯被命令切腹。

### 三河刈谷藩主
刈谷城在勝成手上被改修成近世的城郭，成為家康的故鄉三河國的重要據點。勝成在江戶時代築起的刈谷城是利用數條河川合流到大海的地方突出的小山的平山城，因為姿態而有別名「龜城」。慶長6年（1601年），勝成敘任從五位下被改稱為「日向守」。因為日向守是明智光秀的名號，在本能寺之變以來就沒有以此為名的人，但是勝成毫不在意，反而希望獲得日向守。以後因為勇猛而被稱為「鬼日向」。在關原之戰以後就沒有再以「勝成」為名（根據『肥後國誌』記載，肥後一揆時與小場太郎左衛門單挑時以「水野六左衛門勝成」為名，因此從浪人時期開始使用勝成這個名字）。慶長7年（1602年）8月28日，勝成的伯母‧家康的母親於大之方逝世。慶長13年（1608年），勝成從備中國成羽召回妻兒（於登久和勝俊），同年勝俊仕於德川秀忠。

### 大坂之陣
在慶長19年（1614年）的大坂冬之陣中，與勝俊一同参戰。與永井直勝一同前往視察博勞淵砦。此後為了攻略而在博劳淵築起仕寄（攻城設備），不過不希望勝成把功勞獨佔的蜂須賀至鎮在翌朝把砦攻下。12月1日，在森忠政挾擊天滿橋而進行槍擊戰的同時，勝成受到家康的指示，因此為了收拾戰事而出發。
在夏之陣中，勝成被指名為大和口方面（大和方面軍）的先鋒大將（在『福山開祖・水野勝成』和『開祖水野勝成一代記』中，勝成是「大和口的總大將」（大和口の総大将）。而在吉本健二的著作中「且不論名義，在實質上幕府方大和口方面軍的大將就是先鋒大将・水野勝成」（ ）），不過熟知勝成性格的家康在戰前嚴令勝成「因為是一軍之將，不要像往日一樣站在最前方戰鬥」（将であるから昔のように自ら先頭に立って戦ってはならない）。在京都出發進軍的勝成由山城國長池前往奈良，並阻止大野治房在奈良放火（郡山城之戰）。而且此時因為從大坂方得知鬼日向的異名，大野軍看見勝成的馬印後就立即撤退。
到達奈良的勝成從法隆寺向河內國國府進軍，與本多忠政、松平忠明、伊達政宗、松平忠輝等人合流後立即向大坂城大和口進兵。途中在河內國志紀郡道明寺村附近與後藤基次交戰（道明寺之戰），勝成在此戰前夜登上小松山確認地形，在這裡進行誘敵並擊破的作戰，並將其實行，而且勝成在此戰中無視家康的命令，即使成為軍中大將仍然獲得一番槍（在『日向守覺書』中，在片山村（小松山）的攻防戰中襲擊後藤隊時，一番槍是勝成，第二是中山勘解由，第三是勝俊，第四是村瀨左馬），此戰令基次的部隊全滅，就這樣變成追擊戰時，薄田兼相被勝成的家臣討取（在『黄耈雜錄』記述在這場道明寺河原之戰中，宮本武藏在橋上擊倒數人）。更向譽田村進兵並與渡邊糺戰鬥，在此戰中令渡邊糺身負重傷（『日木合戰言軍』）。在這裡與真田信繁、毛利勝永、明石全登、大野治長等部隊對峙，勝成此時因為想討取敵人而兩三度訪問在鄰近佈陣的伊達政宗的陣中要求出兵，第三次政宗直接訪問勝成並以彈藥不足和死傷者眾多為理由而拒絕出兵，因此雙方在對峙狀態下，以豐臣方撤退告結。翌日，大和方面軍收到家康的命令而前往住吉。在天王寺口，真田信繁隊向家康的旗本進攻（天王寺岡山之戰），在家康陷入危機時，水野隊向天王寺進擊，與越前勢松平隊一同攻陷茶臼山，將真田隊的後路切斷（『日向守覺書』）。形勢不妙的真田信繁被松平忠直、本多忠政、松平忠明拖延行軍，勝成在勝愛院的西方聚集6百人，在跳舞助威下攻陷敵陣（在菊池寛所著的『日本合戰譚』中是「在勝曼院西方六百人，在吶喊助威下攻陷敵陣」（勝曼院の西の方から六百人許り、鬨を揚げて攻寄せて来た））。受到三方攻擊的信繁終於壞滅，信繁麾下的大谷吉治被勝成隊討取（『九桂草堂隨筆』）。之後松平忠直的部隊受到明石全登的突擊而崩潰，忠直的士兵逃到勝成軍中，此舉受到勝成叱責，勝成親自持槍在手並率先站在最前線擊退全登的部隊，此時勝成自身取得2個首級，明石全登被勝成家臣汀三右衛門討取（在『德川實記』、『大坂記』中記載「全登的首級被水野家人汀三古衛討取」（全登が首は水野家人、汀三古衛討とり））。在大坂城櫻門上豎立一番旗。

### 大和郡山藩主
在元和元年（1615年）進行的大坂之役的論功行賞中排行「戰功第二」（「戰功第一」是填平大坂城護城河的指揮松平忠明），被加增大和郡山3萬石並轉封6萬石。這是為了震懾依然政情不穩的舊豐臣領，於是把歷戰的勝成如此配置，但是與勝成在大坂之陣的戰功相比，無論如何都顯得過少，勝成自身亦期待成為20－30萬石知行（『福山領分語伝記』、『續備後叢書（中）』），不過因為勝成違反家康的命令而兩度站於最前線作戰，因此亦令到家康很不高興。受到如此待遇的勝成相當生氣，但是因為德川秀忠對勝成相當賞識，於是雙方約定在家康隱居後要成為10萬石的知行（『福山領分語伝記』、『續備後叢書（中）』）（勝成對加增相當少而感嘆的逸話在『福山開祖・水野勝成』中亦有描述。在大坂之役有很大戰功，但是卻獲得過小的回報。不過石高倍增而被任命復興戰略重地，已經是很大的回報。德川幕府對譜代大名的方針是賦予權力，以此為代價就是把石高降低。作為家康側近的勝成不可能會不知道這些基本的事）。在郡山整備被破壞的城池並把刈谷的寺社轉移到郡山等，努力地整備著城下。元和3年（1617年）11月22日，生母釋尼妙瞬逝世。

### 初代福山藩主

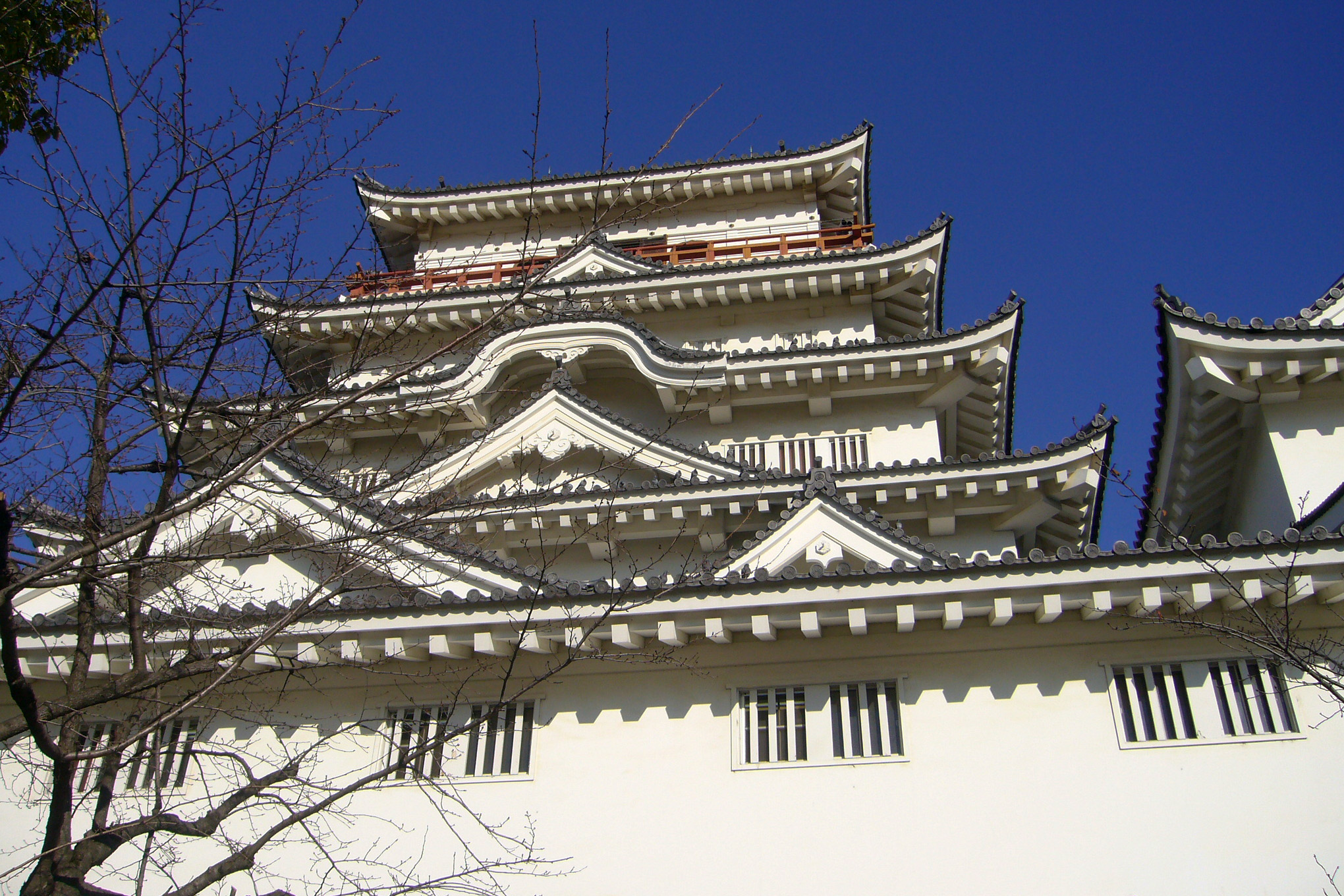
福山城重建天守

元和5年（1619年），隨著福島正則被改易，勝成被秀忠賜予備中西南部和備後南部的福山10萬石。備後國是勝成當浪人時度過的地方，因此相當了解當地，在受領時與幕府交換尾道和笠岡的要求被承認。在入封後亦很重視海上交通，在當時的中心地神邊和政廳的神邊城，在瀨戶內海附近（今日的福山市）築起新城（福山城）和城下町。福山城是在『武家諸法度』中禁止築城法規中最後例外被允許建造的近世城郭，在5重天守中有7基3重櫓和大而長的多聞櫓，以10萬石大名的城池來說是相當破格的巨城。
在福山入封後盡力施行藩政，以很高俸祿迎浪人時期臣從後沒落的三村親成為家老等，根據在浪人時代所生的人脈積極地登用在地的領主和鄉士。在城下町的建設有規模僅次於江戶神田上水的供水道網，從瀨戶內海中以運河引入城中，組織大船團留在城下。在加強産業方面，無條件把土地給予農民，免除地子等來換取城下的振興，在寛永7年（1630年）發行全國第一個藩札（各藩獨自在領內發行的紙幣）（福山史編纂委員會編『福山市史 中卷』）。還有統制燈心草的生産，在福山藩生産的草席被稱為「備後表」，在日本全國是最高級品而為人所知。積極進行治水工事和新田開發，建立起現在的福山市的基礎。特別是在新田開發方面，在後來的第5代藩主勝岑死去後被改易之際，經檢地後發現擁有大約5萬石分新的石高。在其他方面，以備後國的一宮素盞嗚神社、吉備津神社開始在備後國內各地復興寺社，把舊領郡山和刈谷的寺社轉移到福山等，積極地保護宗教。
在家臣統制方面，並沒有設置目付之類的監視役，亦沒有法度的發布和發誓等事，並沒有發生過問題，在鄰國得知這些事情的備前岡山藩藩主池田光政評之為「良將之中的良將」（良将の中の良将）。
在寛永元年（1624年）調停淺野家的龜田高綱出奔騒動。在寛永3年（1626年）跟隨第3代將軍德川家光上洛並昇進為從四位下，加增相模國愛甲郡厚木村（現今神奈川縣厚木市）1千石。寛永10年（1633年），接收引起德川家光不滿的酒井重澄。寛永14年（1637年），因為建設江戶城本丸天守的功勞，水野家在江戶的屋敷奉行被賜予銀和時服等物品。

### 島原之亂
寛永15年（1638年），伴隨被幕府邀請前往鎮壓島原之亂的嫡子勝俊、孫兒勝貞率領約6千人加入幕府軍。水野家是九州大名以外唯一参陣的，即使以老齡（當時75歳）亦無損勝成戰歴的評價。以田尻村、高浜同村産的巨樟為材料製造出軍船「大轉輪丸」。
勝成在2月24日到達島原，在同日諸將聚集在松平信綱的陣中進行軍議。此時因為勝成的提案而決定在2月28日開始總攻擊，但是因為鍋島勝茂的突擊而在27日開始攻擊。勝成的陣地在原城包圍的最後列，但是相對於鍋島軍從三之丸進攻，水野軍則是向本丸直接攻略，勝成的嫡子勝俊與有馬直純的嫡子康純爭奪本丸的一番乘。但是勝成沒有在前線指揮，水野勢的戰死者超過100人，在勝成的戰歴中是最大的損害。
戰後，勝成在板倉重昌討取的勇士駒木根友房的首級前跳上一曲舞。駒木根友房是小西家的舊臣，在生前或者曾與勝成見過一面。勝成對板倉重昌的兒子板倉重矩為報父仇而奮戰相當賞識，於是把自身一把名為「宇多國房」的刀送給他。
向黑田家臣郡正太夫（郡宗保的後繼人）的活躍敬酒。因為黑田一成、一任父子的活躍而向他們送出書信。（黑田續家譜）

### 隱居

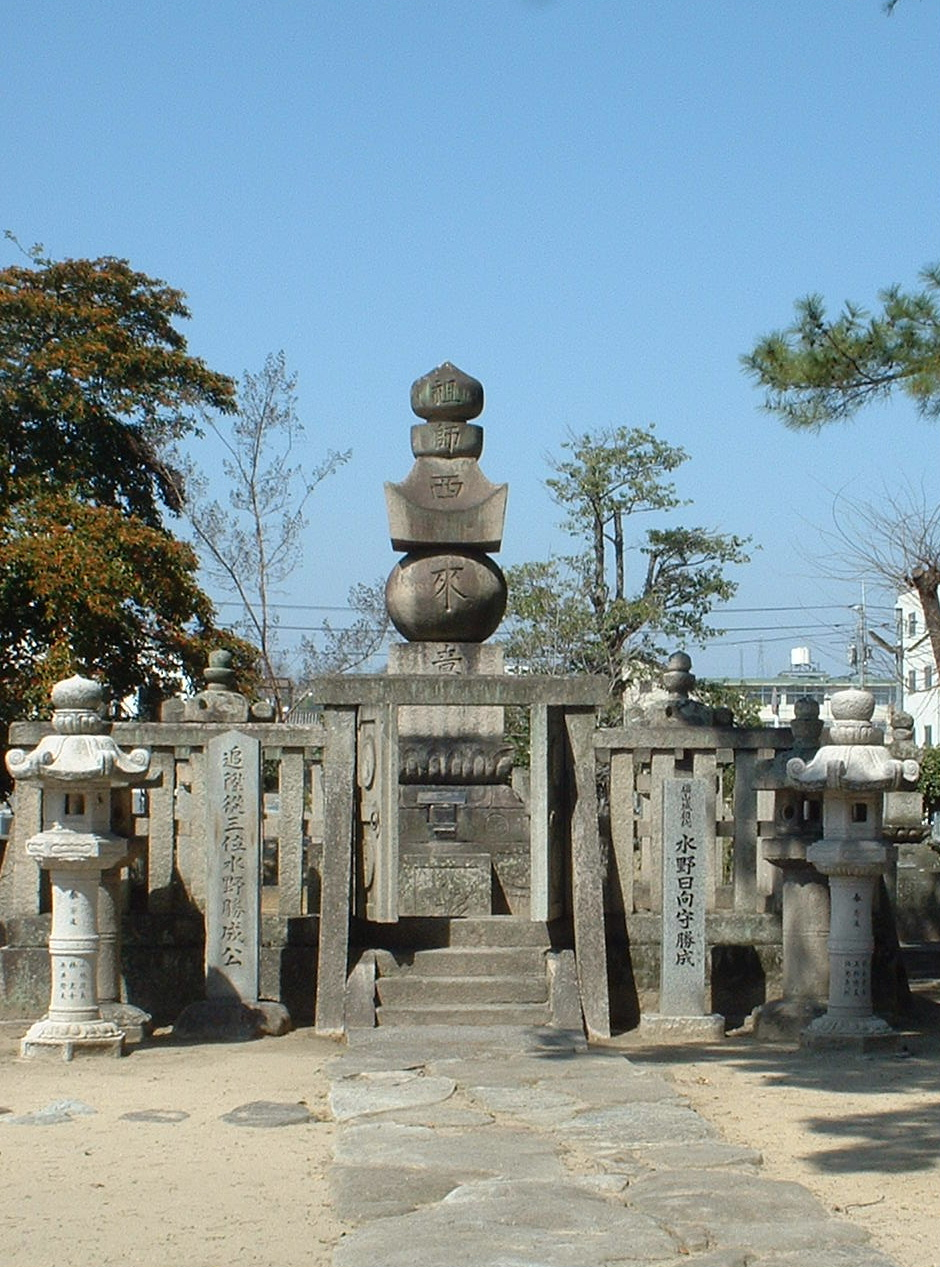
水野勝成墓地（福山市若松町・廣島縣指定史跡）

在島原之亂的翌年寛永16年（1639年），把家督讓給嫡子勝俊後自號一分齋。但是把隱居費1萬石投資在領內等，仍然持續參與藩政。寛永20年（1643年），80歳的勝成在京都大德寺內進行1年禪的修行。在正保元年（1644年）成為法躰並號宋休。慶安4年（1651年），在福山城內以88歳之齡死去，被葬在福山城下的菩提寺賢忠寺。
在神道的禮中作為聰敏明神來被祭祀，在福山城北的福山八幡宮境内有聰敏神社，在茨城縣的結城城址脇中亦有聰敏社。而且作為德川二十八神將而在日光東照宮中被配祀。
在大正8年（1919年）被追贈從三位。

## 人物
- 寛永11年（1634年），在幕府對各大名命令要向江戶送出人質時，勝成回覆「沒有能作為人質送出的人」（人質として出すような者はおりません），對此幕府回應「誰都可以，所以請送來吧」（誰でもよいから出すように），「在下以前成為浪人時，在備中國成羽使用的僕人誕下兒子（水野勝俊），此外並沒有其他人」（自分は浪人をしていたとき、備中国成羽にて召し使えいていた下女に倅を産んだものがいるが、これより外にはいない），於是差遣於登久前往江戶。後來、勝成迎娶正室「於珊」，並令於登久再嫁給都築右京。於登久在正保4年（1647年）死去後，遺骨由當時成為備後福山藩第2代藩主的勝俊持歸福山埋葬。

- 初代信濃國松本藩（現今長野縣松本市）藩主水野忠清是勝成的弟弟，作為「旗本奴」而為人所知的旗本水野成之（十郎左衛門）是勝成的孫兒。

- 加藤清正的正室‧德川家康的養女清淨院是勝成的父親忠重的女兒，即是勝成的妹妹。在加藤家斷絕時，在勝成和勝俊負責接收熊本城時把清淨院引回福山。

- 與劍豪宮本武藏有深交，武藏在大坂夏之陣中成為勝成軍勢的客將並守護嫡男勝重（勝俊）。武藏最初的養子宮本三木之助是水野軍武者奉行中川志摩之助的三男，在大坂之陣後與四男九郎太郎一同成為武藏的養子。後來在武蔵到訪福山之際，家老中山將監的屋敷中象徵身份的庭石經水野家轉到後來阿部家家老的屋敷，如今現存在備後護國神社境內。

- 在還是刈谷城城主的慶長12年（1607年）替歌舞伎女「出來島隼人」贖身並納為側室，在慶長13年（1608年）令她在京都進行勸進法樂（公演）的歌舞伎表演。這次公演被京都的町人褒賞，沒有一個年輕人看不到這次演出（『御當代記』）。出來島隼人的名字在『慶長見聞集』亦有記載。慶長13年（1608年），出來島隼人的歌舞伎團被家康以「淫佚」（淫佚である）為理由從駿府追放。

- 千利休所持的漢作的大名物『利休丸壺』從金森家傳給勝成。

- 京都日向町的名字是由勝成的屋敷為由來。

- 與菱川師宣都有所交流，勝成曾訂購過美人畫。

- 喜多七太夫的兒子壽見被勝成討厭，於是七太夫特地前往福山向勝成表演名為「道成寺」的舞來討他高興。

- 水野時代的福山藩表面石高是10萬石，實質上是高達15萬石甚至30萬石。但是在阿部氏時代的福山藩因為沒有被賜予水野時代的7成領地，因此表面和實質的石高都是10萬石。而在水野時代的税金完全不高，所以阿部氏相當顧慮懷念水野氏治世的領民，於是就出現了侮辱水野氏治世的「五靈鬼」（五霊鬼）和「御系傳說」（お糸伝説）流言。後年，在阿部氏治世終結的同時，福山市民除去這些惡評，把勝成當作福山開祖來仰慕著。下記的法螺貝修驗者善養的逸話都是五靈鬼傳說之一。

- 現今的神石高原町曾有一名叫「善養」的修驗者，他是吹法螺貝的名手而為人所知，發出的聲音能響徹十里四方。勝成想以高奉祿登用這個人，但是善養不喜歡自己的法螺貝用於戰爭而拒絕，憤怒的勝成把善養院掉進井中並以石活埋殺死。人們為了祭祀善養院而建起名為息長神社的祠社，這個井在現在於息長神社傍邊還仍然存在（『廣島縣的民話・傳説・民謡』－廣島縣商工部觀光課於1967年著）。

- 福山的鄉土料理うずみ（日语：うずみ）被當作福山藩主水野勝成進行儉樸政策中所出現的食物，這是沒有根據的。第一是沒有勝成發出過儉約令的記錄，發出過許多儉約令的是阿部時代的産物。

- 勝成的肖像畫有在正保2年（1645年）描繪水野勝成晩年姿態的「絹本著色水野勝成畫像」（廣島縣的重要文代財產），還有「長久手合戰圖屏風」、「大坂夏之陣圖屏風」。

- 有記念水野勝成的地方競馬大會。

- 在毎年福山市的姐妹都市岡崎市進行的「家康行列」活動中，作為德川家臣，是德川四天王以外唯一被選出的武將。

- 在細目城中有勝成寶藏的傳説。

- 很喜歡備後府中白味噌的勝成在参勤交代的途中向諸大名贈送出這種味噌。這種味噌被諸大名絶讚並有很多人想訂購。在不知何時就開始馳名全國，更成為日本三大味噌之一。

- 在京都認識安田國繼。曾說過「天野源右衛門（安田國繼的的別名）在上方（意思就是死去了），但是在現在都是友人」（天野源右衛門は上方に在り、今も友人である）的說話。

- 在接收熊本城的時候，向立花宗茂的家臣送出十時連貞的消息。勝成和連貞在鎮壓肥後一揆而運入兵糧的作戰中，有爭論以暗號而令作戰成功的交情，這兩個人有除此以外的微妙關係。連貞在江戶的町中被暴漢襲擊的格鬥事件中被土井利勝審議，這就是了立花宗茂復歸大名的契機。後來宗茂被德川秀忠寵用。而利勝和勝成是從兄弟，秀忠和勝成又是乳兄弟。或者立花宗茂可以恢復大名之位的過程中，與勝成可能有點關係。

- 慶安3年（1650年）5月7日，87歳的勝成以鐵砲射擊並射中目標，令眾人相當驚訝。這個目標在現在仍然保存在茨城縣立歴史館。

- 很喜歡名為「屋島」的舞。

- 在『續日本随筆大成』中記述。

- 在現在刈谷市內有勝成奉納的總髪頭盔、獅子頭、棟禮等物品。

- 為了街道行走的旅人休息而建造「休堂」（休み堂）和領內的辻堂（路邊的小型佛堂）（『沼隈郡誌』）。在勝成治理備後以前都有已建成的堂宇，但是令其普及的是勝成。這個習俗甚至傳播到淺野領內。

- 勝成相當喜歡文學，特別喜愛俳諧。

- 喜歡能樂，從秀忠處拜領伏見城內秀吉遺下的組立式能舞台，自己在上面演出。

- 愛用的笛是銅簫「不絕」。

- 勝成相當鼓勵綿花的栽培，令綿織物的生産變得發達並有名產「備後縞」。

- 歸依於江月宗玩（津田宗及的兒子）。

## 主要家臣
| - 上田直重 - 鈴木治兵衛 - 鈴木久兵衛 - 中山重盛 - 三村親良 - 中川志摩之助 - 水野清久 - 都築忠兵衛 - 杉山孫六 - 鈴木重親 - 河村重長 - 神谷長直 | - 神谷金七 - 神谷長次 - 南條宜政 - 荻野重富 - 本庄重政 - 杉野數馬 - 近藤彌之介 - 林茂之助 - 鈴木小右衛門 - 汀三右衛門 - 三好次郎九郎 - 庵原朝昌 | - 黑川三郎右衛門 - 林半右衛門 - 岡田彌源太 - 權田兵八郎 - 竹本吉久 - 廣田圖書 - 山地與助 - 佐橋甚五郎 - 三箇重則 - 甲斐莊正房 - 城昌茂 - 小坂利直 |

## 登場作品
書籍
- 福田正秀著歴研 2003年 ISBN 494776922X
- 大和太郎著東京圖書出版會 2006年 ISBN 4862230075
- 平井隆夫著
- 森本繁著
- 中山善照著 
- 立石定夫著
- 早乙女貢著
- 森本繁著 別冊歴史讀本
- 川口素生著
- 加賀康之著
-  ローレンスムック
- 水野勝之・福田正秀著 2007年 ISBN 9784434110863
- （1978年） 編集
- (1984年) 古書
- 刈谷市史
- 福山市史
- 磯田道史著
- 歴史魂編集部著

小説
- 早乙女貢著（集英社文庫 全3卷）ISBN 4087502988、ISBN 4087503054、ISBN 4087503119
- 竹内健著（全4卷）
- 海音寺潮五郎著（收錄在短編集）
- 火坂雅志著（收錄在短編集）
- 仲路智著（全3卷）
- 黑川十藏著
- 永岡慶之助著
- 大塚卓嗣著

漫畫
- 中山善照著 村上正名監修（上下卷）
- 木村榮志著 （掲載在2010年4月號）

電影
- 『魔界轉生』（1981年、演：林三郎）

動畫

## 外部連結
- 福山城（福山城博物館） （页面存档备份，存于）